# Tyiulesd
Tyiulesd románul: Tiulești, falu Romániában, Erdélyben, Hunyad megyében.

## Fekvése
Körösbányától északnyugatra fekvő település.

## Története
Tyiulesd, Kiulfalva egykor Zaránd vármegyéhez tartozott. Nevét 1439-ben említette először oklevél Kiolfalva néven. 1445-ben Kywfalva néven volt említve, mint a világosi vár tartozéka. 1441-ben Kyulfalva, 1760–1762 között Tujlest, 1808-ban Tyulesd, 1888-ban  Tyiulesd, Tyulesd, 1913-ban Tyiulesd formában említették.
A trianoni békeszerződés előtt Hunyad vármegye Körösbányai járásához tartozott. 1910-ben 297 görög keleti ortodox lakosa volt, melyből 294 román volt.